# Абралинский район
Абралинский район (каз. Абыралы ауданы) — административно-территориальная единица в составе Каркаралинского округа, Восточно-Казахстанской и Семипалатинской областей, существовавшая в 1928—1955 и 1990—1997 годах. Центр — село Кайнар.
Абралинский район образован в 1928 году в составе Каркаралинского округа. С 1930 года — в прямом подчинении Казакской АССР, с 1932 — в составе Восточно-Казахстанской области.
14 сентября 1939 года Абралинский район был включён в состав Семипалатинской области. При этом в его состав входили Алгабаский, Дегеленский, Карауленский, Кокчетавский, Констанский, Сары-Апанский, Тайланский, Танатский, Татанский, Узун-Булакский и Шаганский с/с.
В 1954 году Сары-Апанский с/с был присоединён к Алгабасскому, Танатский — к Шаганскому, Татанский — к Кокчетавскому. Упразднены Констанский, Дегеленский, Тайланский и Узун-Булакский с/с.
22 января 1955 года Абралинский район был упразднён. При этом Карауленский и Шаганский с/с отошли к Абаевскому району Семипалатинской области, Алгабасский с/с — к Кувскому району Карагандинской области, Кокчетавский с/с — к Каркаралинскому району Карагандинской области.
15 декабря 1990 года Абралинский район был восстановлен. В его состав вошли Абралинский, Акбулакский, Карауленский, Саргалдакский с/с Абайского района Семипалатинской области и Алгабасский с/с Егиндыбулакского района Карагандинской области.
В 1991 году образованы Айнабулакский и Социалистик-Казахстанский с/с.
В 1994 году Социалистик-Казахстанский с/с переименован в Танатский с/с.
3 мая 1997 года в связи с ликвидацией Семипалатинской области Абралинский район был передан в Восточно-Казахстанскую область.
23 мая 1997 года Абралинский район был упразднён, а его территория передана в подчинение городу Семипалатинску.

## См. Также
- Абралинское восстание